# Klennaja
Klennaja (ros. Кленная) – wieś (ros. деревня, trb. dieriewnia) w zachodniej Rosji, w sielsowiecie bierieznikowskim rejonu rylskiego w obwodzie kurskim.

## Geografia
Miejscowość położona jest nad rzeką Klinuszka, 11 km od centrum administracyjnego sielsowietu bierieznikowskiego (Bieriezniki), 14 km od centrum administracyjnego rejonu (Rylsk), 104 km od Kurska.
W granicach miejscowości znajduje się 60 posesji.

## Demografia
W 2010 r. miejscowość zamieszkiwały 33 osoby.